# Галезова Драга
45°39′ пн. ш. 15°25′ сх. д. / 45.65° пн. ш. 15.41° сх. д.
Галезова Драга (хорв. Galezova Draga) — населений пункт у Хорватії, у Карловацькій жупанії у складі міста Озаль.

## Населення
Населення за даними перепису 2011 року становило 27 осіб.
Динаміка чисельності населення поселення: